# Dekalkierpapier
Dekalkierpapier (frz. décalquer = einen Gegenabdruck machen) ist ein dünnes und festes Papier zur Herstellung von Abziehbildern auf Porzellan u. a. Materialien. Auf der Rückseite wird das Papier mit Kopallack überzogen und bleibt angefeuchtet auf der zu bedruckenden Stelle kleben.